# آسلی‌گوژینو
آسلی‌گوژینو (انگلیسی: Asylguzhino) یک شهرک در شهرستان کیگینسکی استان باشقیرستان کشور روسیه است.